# Passo le mie notti qui da solo
Passo le mie notti qui da solo è un singolo dei Ridillo pubblicato nel 2001.
Il terzo e ultimo singolo per la New Music International è la cover in italiano di Music Talk di Stevie Wonder, da lui stesso originariamente cantata nella nostra lingua sul retro del 45 giri Il sole è di tutti/Passo le mie notti qui da solo del 1967. Si tratta della prima cover che i Ridillo incidono di un brano soul statunitense o britannico degli anni '60 che era già stata interpretata a suo tempo in italiano: questo criterio sarà nel 2007 la base per la compilazione e la scelta dei brani dell'album Soul assai brillante. Collaborano alla registrazione i Montefiori Cocktail.

## Tracce
CD singolo (New Music NSCD 206)
1. Passo le mie notti qui da solo - 3:45
2. Prima, durante, dopo (chillout version) - 3:22